# Swisttal
Swisttal is een gemeente in de Duitse deelstaat Noordrijn-Westfalen, gelegen in de Rhein-Sieg-Kreis. De gemeente telt 18.763 inwoners (31 december 2020) op een oppervlakte van 62,24 km².
De gemeente is ontstaan op 1 augustus 1969 in het kader van een gemeentelijke herschikking van landelijke gemeentes in Noordrijn-Westfalen. De gemeente is de fusie van de voormalige zelfstandige gemeenten Buschhoven, Essig, Heimerzheim, Ludendorf, Miel, Morenhoven, Odendorf en Ollheim. De grootste woonwijk binnen de fusiegemeente Swisttal is Heimerzheim.

## Afbeeldingen

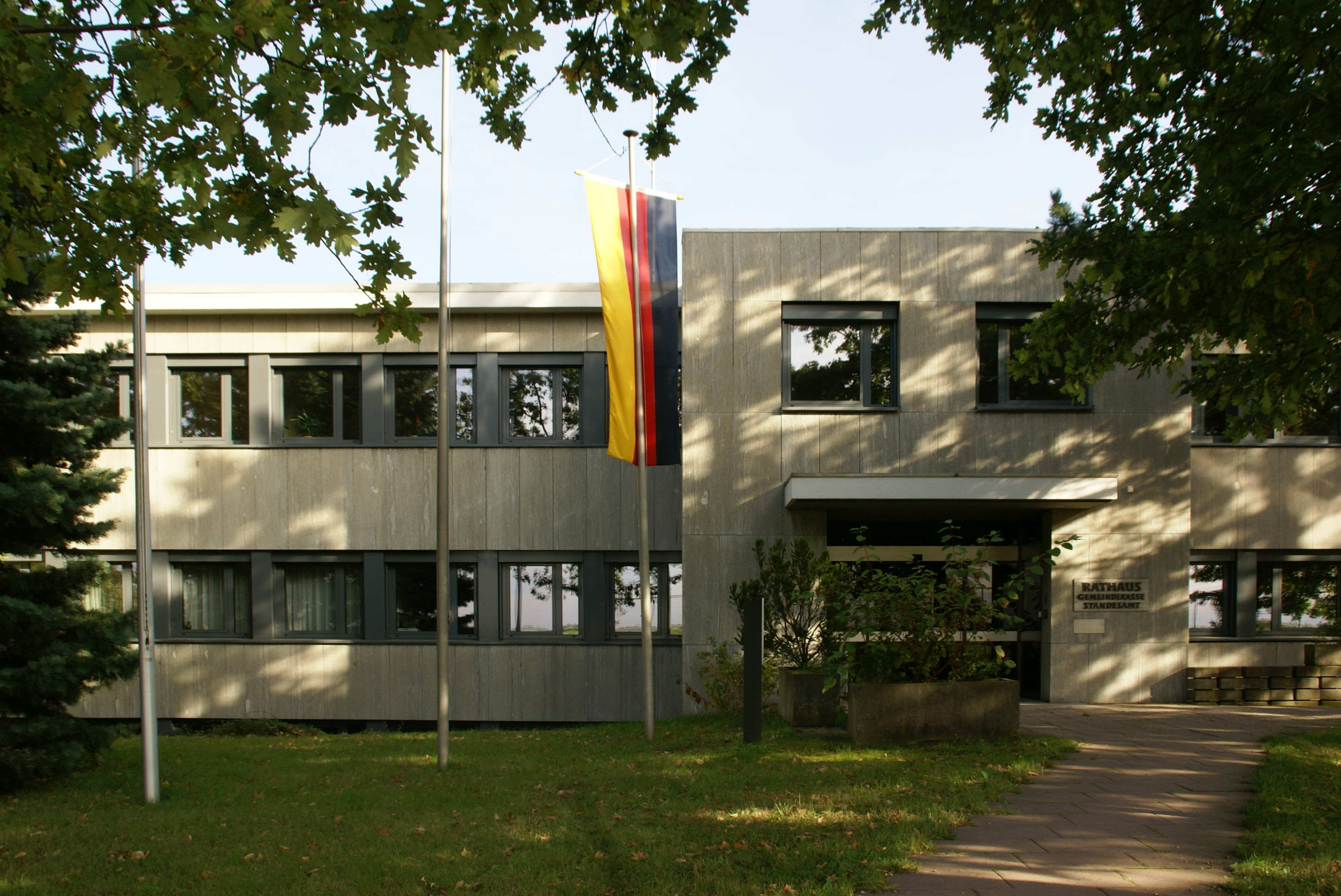
Gemeentehuis
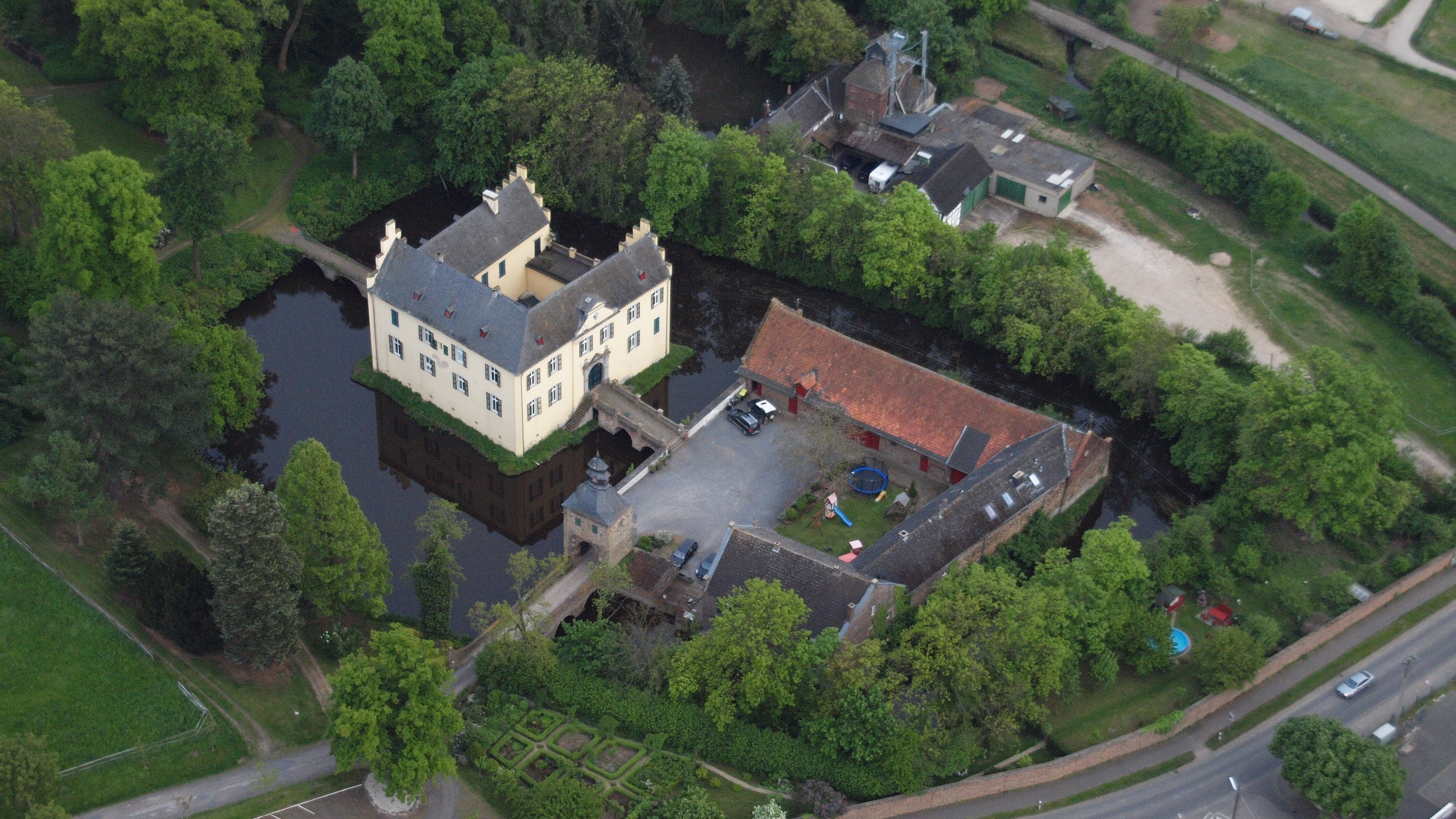
Burg Morenhoven
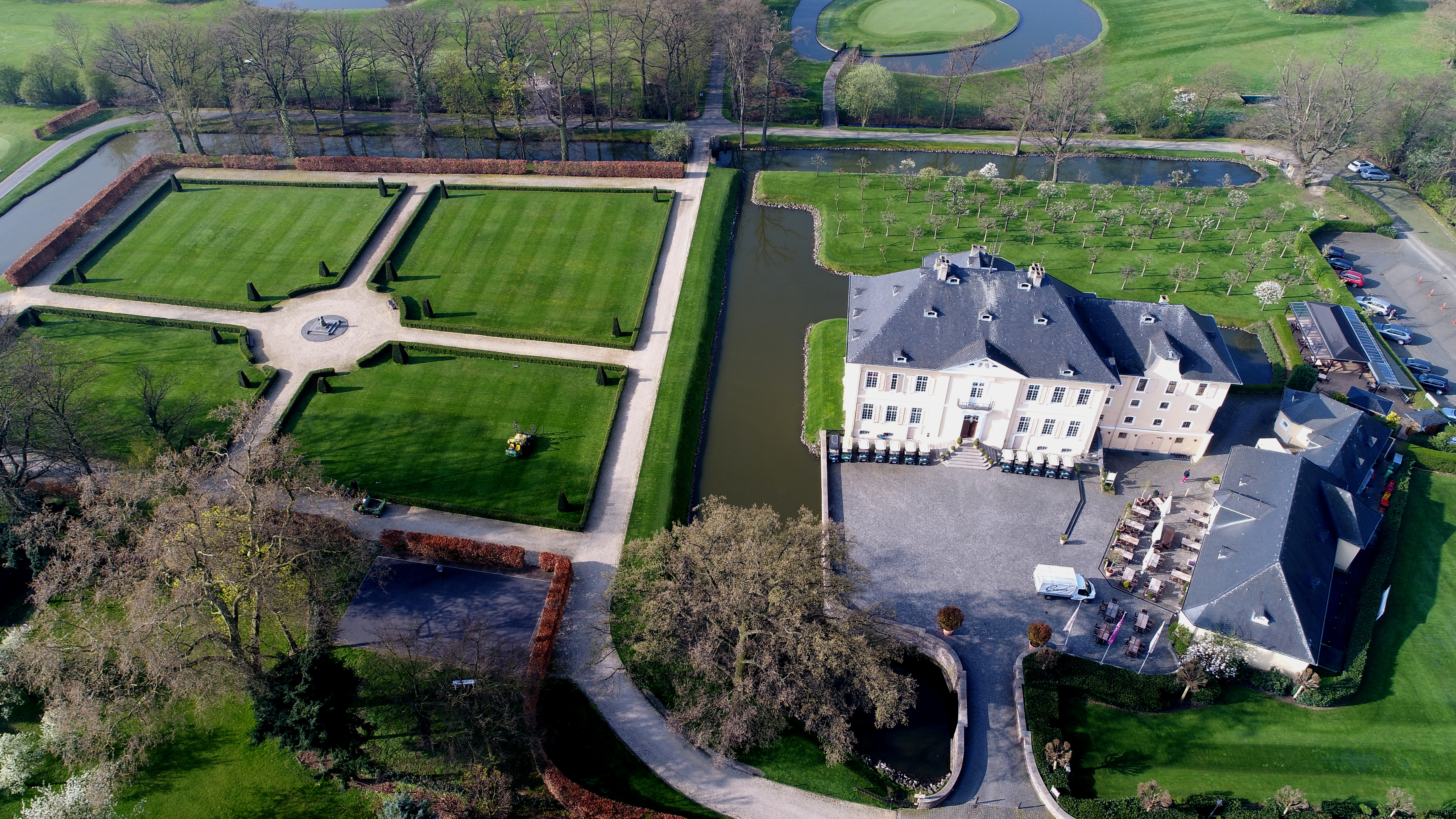
Schloss Miel

## Belangrijke personen in relatie tot de gemeente
- Philipp Freiherr von Boeselager (Burg Heimerzheim in Heimerzheim, 6 september 1917 - Burg Creuzburg in Altenahr, 1 mei 2008), Duits militair, verzetsstrijder, bosbouwer en bosbeschermer.
- Pius Heinz, geboren 4 mei 1989 te Odendorf, gem. Swisttal, professioneel pokerspeler

Alfter · Bad Honnef · Bornheim · Eitorf · Hennef · Königswinter · Lohmar · Meckenheim · Much · Neunkirchen-Seelscheid · Niederkassel · Rheinbach · Ruppichteroth · Sankt Augustin · Siegburg · Swisttal · Troisdorf · Wachtberg · Windeck